# 林黛嫚
林黛嫚（1962年11月1日—）是台灣作家及學者。生於南投鄉下，台北女師專（今臺北市立教育大學）、台大中文系，世新大學社會發展研究所碩士、中國文學系博士，曾任《中央日報》副刊中心主任兼副刊主編，淡江大學中國文學學系教授。
就讀台大中文系時，林黛嫚得到全國學生文學獎小說首獎，即出版第一本書《也是閒愁》，1987年希代出版社打群體戰，一口氣推出六位新人作品，包括吳淡如、楊明、彭樹君、詹玫君、陳稼莉，出版第二本書的林黛嫚也加入，這些校園作家的作品得到年輕讀者的認同，這些小說族在短期內造成暢銷熱潮。
林黛嫚也以一年出版一本小說作品的創作節奏陸續出版了《閒愛孤雪》、《閒夢已遠》、《閒人免愛》等小說集，直到小說族風潮退燒，吳淡如、詹玫君、林黛嫚、楊明等小說族的元老也各自展開不同的創作生涯。
1998年林黛嫚榮獲中國文藝協會頒發的中國文藝獎章小說創作獎。
其散文《孤獨的理由》被列為2018年香港中學文憑試中文科卷一的白話文閱讀篇章。

## 著作

### 小說
- 《單獨的存在》長篇小說（九歌出版社　2015）
- 《親密與陌生》作品入選《台灣與馬來西亞短篇小說選》（2014）)，並譯為英文、馬來文；由中華民國筆會、馬來西亞國家翻譯主辦。
- 《粉紅色男孩》短篇小說集（聯合文學出版社　2012）
- 《平安》長篇小說（二魚文化出版社　2004）
- 《今世精靈》長篇小說（九歌出版社　1997）
- 《鋼琴家和她的情人》電影小說（幼獅文化事業有限公司　1992）
- 《善意的背叛》電影小說（幼獅文化事業有限公司　1991）
- 《閒人免愛》短篇小說集（希代書版有限公司　1989）
- 《閒夢已遠》短篇小說集（希代書版有限公司　1989）

- 《黑白心情》短篇小說集（希代書版有限公司　1988）
- 《閒愛孤雲》短篇小說集（希代書版有限公司　1987）
- 《也是閒愁》短篇小說集（希代書版有限公司　1986）

### 散文
- 《推浪的人：編輯與作家們共同締造的藝文副刊金色年代》(木蘭文化2016)
- 《你道別了嗎?》(三民書局出版 2005) *2006年此書獲中山文藝獎散文獎。
- 《孤獨的理由》收錄至《中華現代文學大系》(九歌出版社 2003)
- 《時光迷宮》（健行出版社 1999）*《自由時報花編副刊》專欄集結
- 《本城女子》（皇冠出版社 1994）

### 編著
- 編選勵志散文集《多夢的人生》、《從傾城到黃昏》，（幼獅文化出版2012）
- 編選二十世紀台灣文學精選中英對照，《回首塵寰》、《八音弦外》、《旅夜書懷》、《書劍波瀾》四卷（中華民國筆會 2011）
- 與廖玉蕙、陳義芝、周芬伶共同編撰散文新四書，主編首卷《春之華》（三民書局 2008）
- 編選年度小說選《復活－八十九年－九十一年年度小說選》（爾雅出版社2003）
- 與向陽、蕭蕭合編《台灣現代文選》（三民出版社2003）
- 編選親情散文《阿爸的百寶箱》、《媽媽撥開青橘子》 (幼獅出版2001)

### 其他作品
- 《李行的本事》（三民出版 2009）導演李行首本授權傳記
- 《神探作文：讓作文變有趣的六章策略》（三民書局 2007）
- 《元元的願望：第一次陪媽媽回娘家》（三民書局2005）
- 《奇奇的磁鐵鞋》(三民出版 2000)
- 中國時報人間副刊的短篇小說《平安》收錄於《八十九年度小說選》（九歌出版社 200、0)）

### 論著期刊
- 《華嚴小說新論》（國家出版社 2016）
- 《華嚴小說的情感論述析探》（兩岸女性文學發展與交流研討會論文2014）
- 《論華嚴小說的言情及其他》（國立臺北教育大學語文集刊2012 ）
- 《零落的花圃？黯然的英雄？ ──台灣報紙副刊主編分析》 （紀念成露茜教授國際學術研討會論文 2010）